# استان کوکشه‌تاو
استان کوکشه‌تاو (به لاتین: Kokshetau Oblast) یک استان پیشین در اتحاد جماهیر شوروی سوسیالیستی است که در جمهوری شوروی سوسیالیستی قزاقستان واقع شده‌است.